# 岡田豊 (モノポリーチャンピオン)
岡田 豊（おかだ ゆたか、1967年 - ）は、モノポリー世界大会の2000年度チャンピオンである。日本モノポリー協会専務。

## 人物
1967年生れ。日本モノポリー協会専務理事。1997年にテレビでモノポリー日本選手権の告知をみて本格的に大会・例会に参加を始める。2000年の日本選手権で優勝し、同年のモノポリー世界選手権に日本代表として出場し制す。日本・世界チャンピオンのダブルクラウンに輝く。みずほ総合研究所勤務。